# Кабден (Илиноис)
Кабден (енгл. Cobden) град је у америчкој савезној држави Илиноис.

## Демографија
По попису из 2010. године број становника је 1.157, што је 41 (3,7%) становника више него 2000. године.
| Група             | 2000.       | 2010.       |
| Белци             | 948 (84,9%) | 783 (67,7%) |
| Афроамериканци    | 16 (1,4%)   | 13 (1,1%)   |
| Азијати           | 0 (0,0%)    | 3 (0,3%)    |
| Хиспаноамериканци | 144 (12,9%) | 331 (28,6%) |
| Укупно            | 1.116       | 1.157       |